# Marion Schick

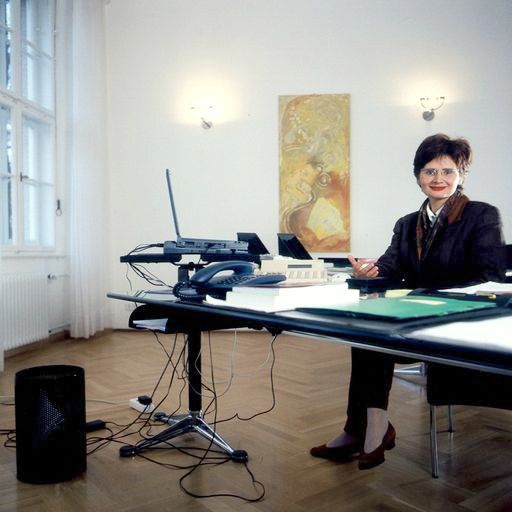
Marion Schick (2008) in ihrem Büro der Fachhochschule München

Marion Stefanie Schick (geborene Pilnei; * 5. September 1958 in Schrobenhausen) ist eine deutsche Ökonomin, Hochschullehrerin und Politikerin (CDU). 
Sie war von 2012 bis 2014 Personalvorstand der Deutschen Telekom AG. Vom 24. Februar 2010 bis 12. Mai 2011 war sie Ministerin für Kultus, Jugend und Sport des Landes Baden-Württemberg. Zuvor war sie Mitglied des Vorstandes der Fraunhofer-Gesellschaft; dort war sie für den Vorstandsbereich „Personal und Recht“ zuständig. Von 2000 bis 2008 war sie Präsidentin der Hochschule für angewandte Wissenschaften München und von 2006 bis 2008 auch Vorsitzende der Präsidenten- und Rektorenkonferenz der Bayerischen Fachhochschulen (PRK Bayern).

## Leben und Beruf
Schick machte 1977 ihr Abitur am neusprachlichen Gymnasium in Schrobenhausen. Anschließend studierte sie Wirtschaftspädagogik und erreichte 1981 den Abschluss als Diplomhandelslehrerin an der Ludwig-Maximilians-Universität in München. Von 1982 bis 1983 war sie Studienreferendarin für das Lehramt an Beruflichen Schulen. Daran anschließend war Schick bis 1987 Wissenschaftliche Mitarbeiterin an der Universität der Bundeswehr München am Lehrstuhl für Berufspädagogik. 1987 wurde sie dort zur Dr. phil. promoviert.
Von 1987 bis 1990 war Schick Personalentwicklerin und Führungskräftetrainerin beim ADAC und bei der Allianz AG. Daran anschließend war sie bis 1993 Abteilungsleiterin im Marketing der Optischen Werke Rodenstock.
1993 wurde sie zur Professorin für Personalführung, Kostenrechnung, allgemeine Betriebswirtschaftslehre an der Fachhochschule München berufen und 1997 zur Prodekanin des Fachbereichs Wirtschaftsingenieurwesen gewählt. Von 1999 bis 2000 war sie Vizepräsidentin und von 2000 bis 2008 Präsidentin der Hochschule für angewandte Wissenschaften München. Sie war von 2006 bis 2008 auch Vorsitzende der Präsidenten- und Rektorenkonferenz der Bayerischen Fachhochschulen (PRK Bayern).
Sie war in Bayern die erste Frau, die an der Spitze einer Hochschule stand. Der von ihr verantwortete Reformkurs wurde vom Centrum für Hochschulentwicklung mit dem Titel „best practice Hochschule 2002“ ausgezeichnet. Sie hat unter anderem zu Themen der Studienreform an deutschen Hochschulen publiziert. Im April 2008 erhielt Schick das Bundesverdienstkreuz am Bande. Darüber hinaus ist sie Trägerin der Bayerischen Verfassungsmedaille in Silber.
Seit Oktober 2008 war Schick Vorstandsmitglied der Fraunhofer-Gesellschaft für den Bereich Personal und Recht.
Im Februar 2010 wurde Schick von Stefan Mappus als Ministerin für Kultus, Jugend und Sport in die Landesregierung von Baden-Württemberg (Kabinett Mappus) berufen. Die Oberbayerin war parteilos, bis sie im März 2010 der CDU (Kreisverband Stuttgart) beitrat. Sie ist geschieden und Mutter zweier Kinder.
Schick setzt sich dafür ein, dass Grundschüler den Umgang mit digitalen Techniken, z. B. dem Smartphone, erlernen. Zu diesem Thema äußerte sie: „Die heutigen Kinder sind mit dem Smartphone groß geworden, und sie sollten lernen, selbstbewusst und selbstbestimmt mit diesen Neuen Medien umzugehen.“
Mit dem Antritt der Regierung Kretschmann im Mai 2011 schied Schick aus dem Amt und trat im Mai 2012 die Nachfolge von Personalvorstand Thomas Sattelberger im Konzern Deutsche Telekom AG an. Sie wurde damit nach Claudia Nemat die zweite Frau im Vorstand des Unternehmens, das bereits im März 2010 eine Frauenquote von 30 Prozent in Führungspositionen festgelegt hatte.
Am 11. April 2014 teilte die Telekom mit, dass Schick aus gesundheitlichen Gründen und im gegenseitigen Einvernehmen die Telekom verlässt. Ihr Vorgänger Thomas Sattelberger deutete jedoch an, dass fachliche Gründe eine Rolle für das jähe Aus gespielt haben könnten.

## Auszeichnungen
- Bundesverdienstkreuz am Bande, 2008
- Silberne Ehrennadel des Bundes der Selbständigen – Gewerbeverband Bayern e. V., 2008
- Bayerische Verfassungsmedaille in Silber, 2008